# コスタ・クラシカ
コスタ・クラシカ（Costa Classica）は、コスタ・クルーズが運航していたクルーズ客船。

## 概要
コスタ・クラシカ級の1番船で、1991年12月7日、イタリアのフィンカンティエリ社マルゲーラ工場で竣工。1992年1月24日フォートローダーデールで命名式を行い、1月25日よりカリブ海クルーズに就航した。船価は3億2500万ドルで、竣工当時最高船価の客船であった。また、同型の2番船「コスタ・ロマンチカ」（現：コスタ・ネオロマンチカ）が1993年に建造された。
客室は全部で658室あり、そのうちの438室が海側に面している。2009年よりアジア地域に配船され、日本への来航は、2009年4月14日に那覇に寄港したのが初であった。
2010年10月18日未明中国長江河口でベルギー船籍の貨物船と衝突。船体に20メートル程度の亀裂が発生し、一部浸水したが自力航行で上海に到着、シンガポールにて修理。
2014年には大規模改装を受け「コスタ・ネオコレクション」シリーズの一隻として「コスタ・ネオクラシカ」に改名し、その後2018年3月をもってバハマ・パラダイスクルーズラインに売却。現在は同社の「グランド・クラシカ」として運用されている。

## 日本への寄港
地理的に中国に近い博多港や、上海と天津への定期航路がある神戸港などに、中国からのショートクルーズ客を乗せて寄港していた。

## 同型船
- 2番船　「コスタ・ロマンティカ（Costa Romantica）」

1993年9月竣工。

## ギャラリー

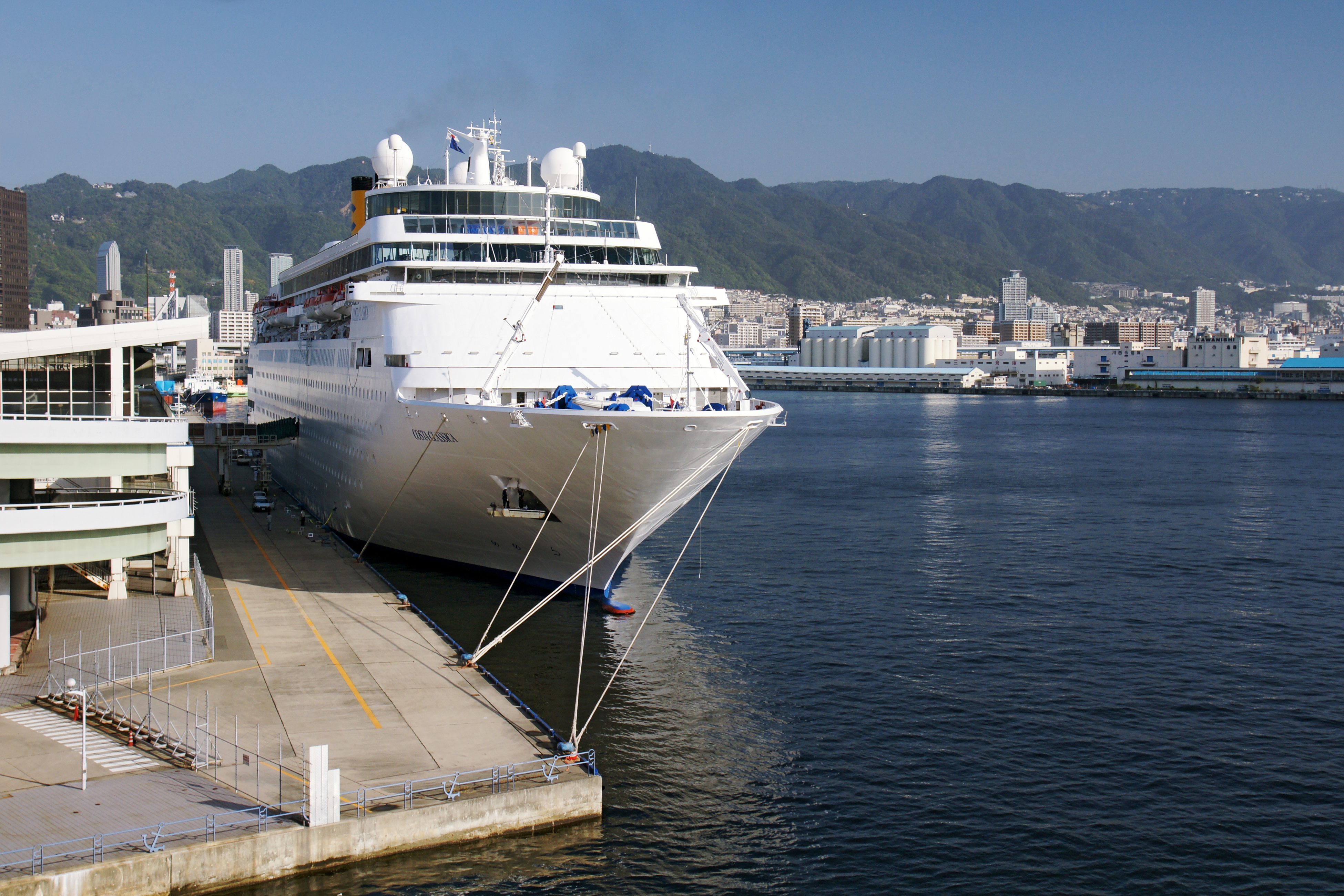
船首
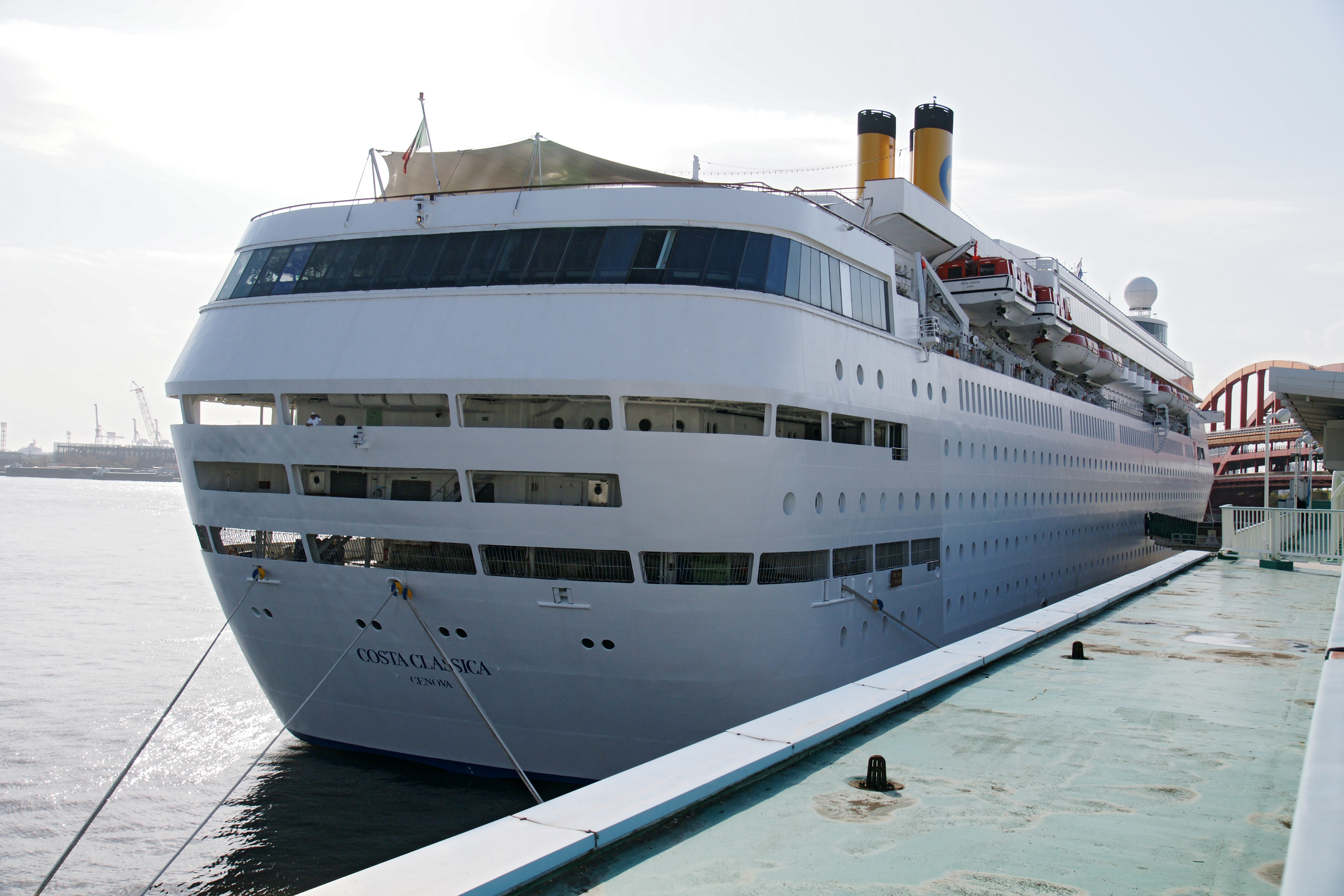
船尾
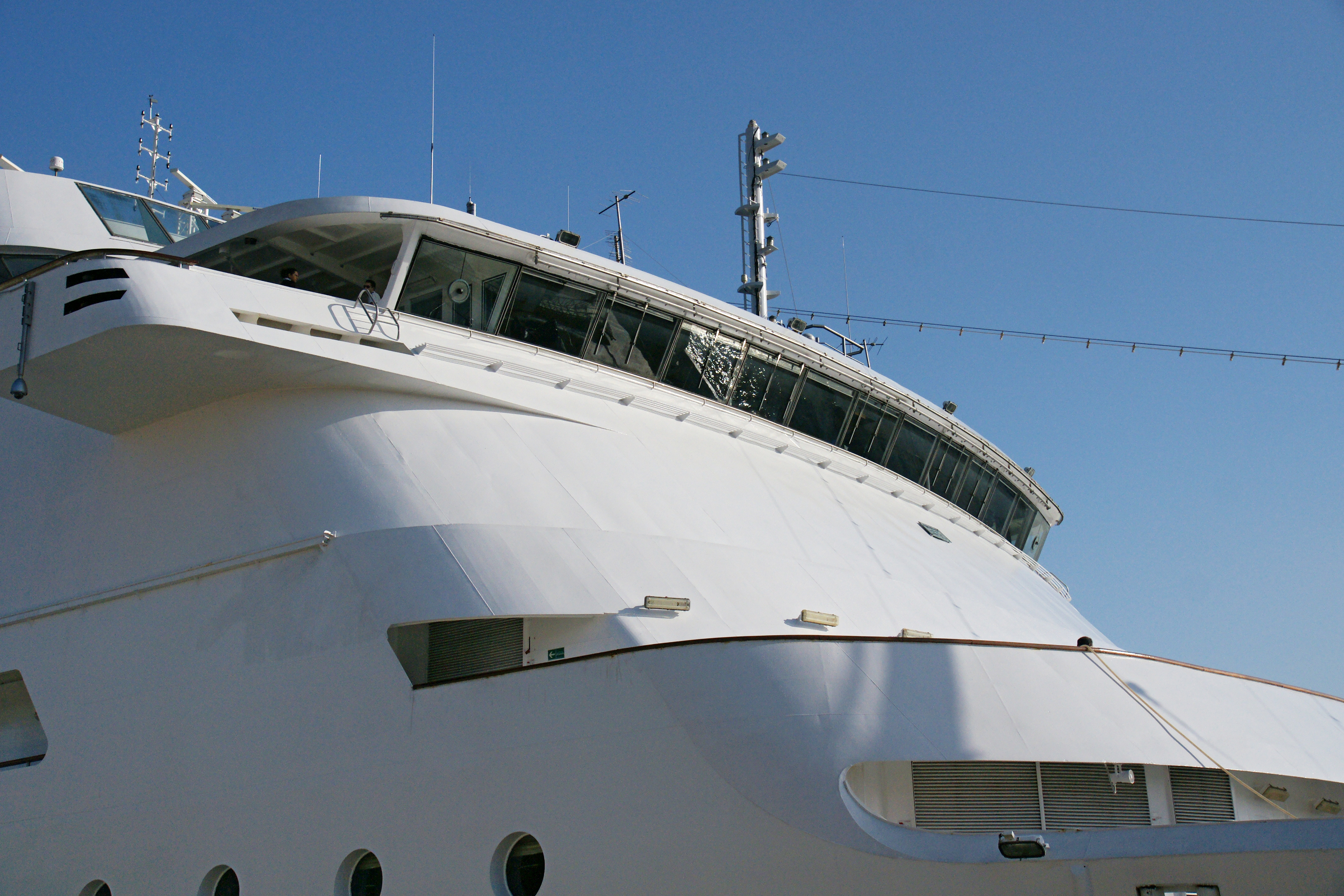
ブリッジ
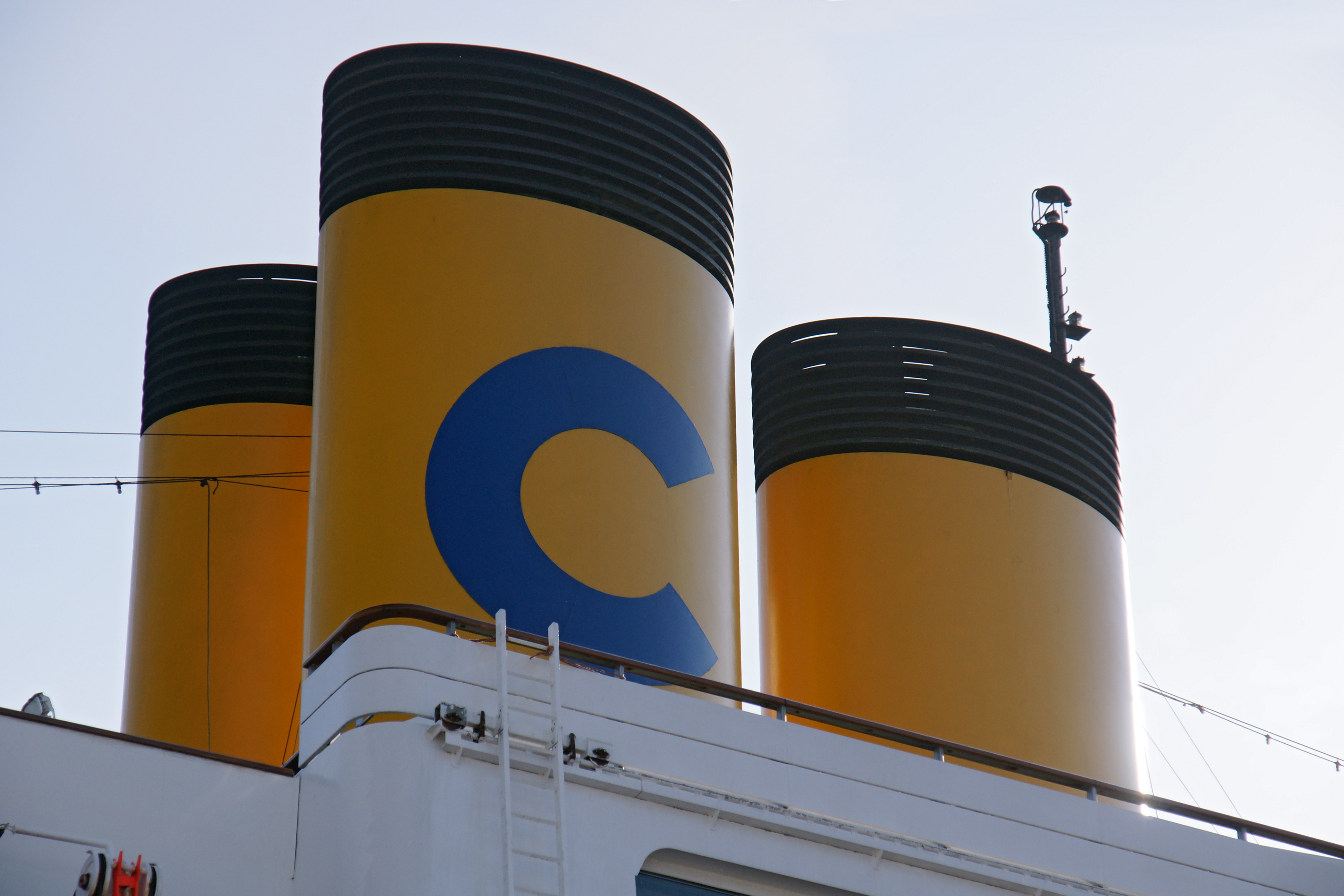
ファンネル

### ウェブ出典
1. ↑  “Classica Cruise Operator Ltd. Inc.”. OpenCorporates. 2022年11月13日閲覧。
2. ↑  “Margaritaville at Sea - Who we are”. Margaritaville at Sea. 2022年11月13日閲覧。
3. 1 2  グランド・クラシカ
4. ↑  豪華客船が貨物船と衝突＝上海沖－日本ツアーに影響も-2010/10/19-18:57時事ドットコム